# Luyando
Luyando (en euskera y oficialmente Luiaondo) es un concejo del municipio de Ayala, en la provincia de Álava. 

## Geografía
El concejo básicamente es una carretera y las casas alrededor de ella.
Luyando está a 25 km de Bilbao y 45 de Vitoria, las comunicaciones son muy buenas tanto por carretera como por ferrocarril y autobús. En este municipio se encuentra la estación de Luiaondo de Cercanías Renfe Bilbao, perteneciente a la línea C-3 (Bilbao-Abando / Orduña). También dispone de servicio de transporte urbano. Luyando dispone de servicios como restaurante, bares, 2 comercios de comestibles, estanco, frontón cubierto y bolera (de la modalidad ayalesa)

## Historia
Antiguamente se encontraba en el concejo el Árbol Malato, que marcaba los límites del Señorío de Vizcaya y que, según los historiadores, es el árbol que aparece en el escudo de Vizcaya. En el siglo XVIII se erigió una cruz de piedra en el lugar donde supuestamente se hallaba dicho árbol.

## Demografía
| Gráfica de evolución demográfica de Luyaondo entre 2000 y 2017 |
|                                                                |
| Población de derecho según los censos de población del INE.    |